# Spitzkoppe
Die Spitzkoppe (auch Spitzkuppe, Spitzkopje oder Spitskopje) ist ein Inselberg mit 1728 m Höhe 120 km östlich von Swakopmund in Namibia, der seine Umgebung 700 Meter überragt.
Aufgrund ihrer markanten Form wird sie auch als das „Matterhorn Namibias“ bezeichnet und gehört zu den meistfotografierten Bergen des Landes.

## Lage und Beschreibung
Neben dem Hauptgipfel (Große Spitzkoppe) gibt es westlich einen Gipfel mit 1584 m (21° 49′ S, 15° 10′ O). Zu der Berggruppe gehören noch
- die Kleine Spitzkoppe (1557 m, 21° 51′ S, 15° 3′ O)
- und die Schwarze Spitzkoppe (1178 m, 21° 40′ S, 15° 8′ O)

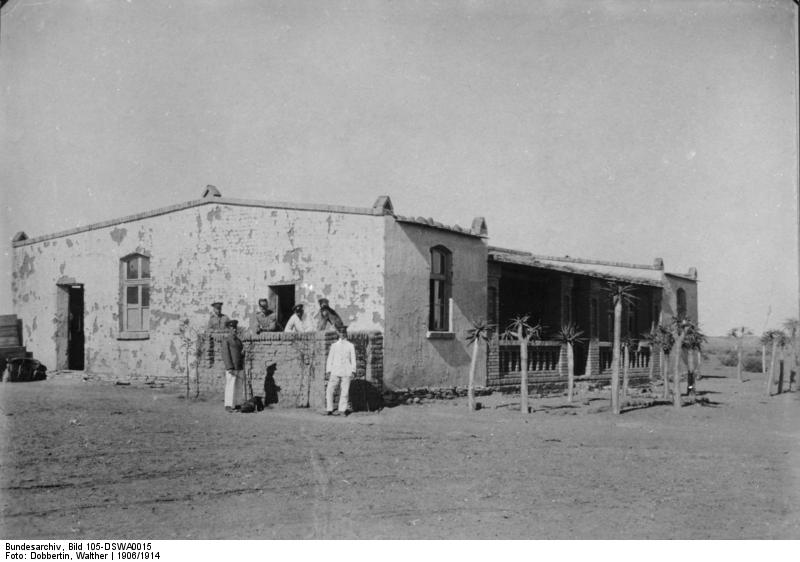
Polizeistation an der Spitzkoppe (um 1914)

Die Schutztruppe für Deutsch-Südwestafrika unterhielt an der Spitzkoppe eine Polizeistation.

## Geologie und Vegetation
Die Spitzkoppe entstand durch eine Intrusion, die allerdings nicht die Erdoberfläche erreichte. Im Laufe der Jahrmillionen verwitterte das umgebende Deckgestein, lediglich der witterungsbeständigere Granit der Intrusion blieb erhalten. Das Gebiet um die Große Spitzkoppe ist weltberühmt für seine pegmatitischen Minerale, insbesondere Topas.

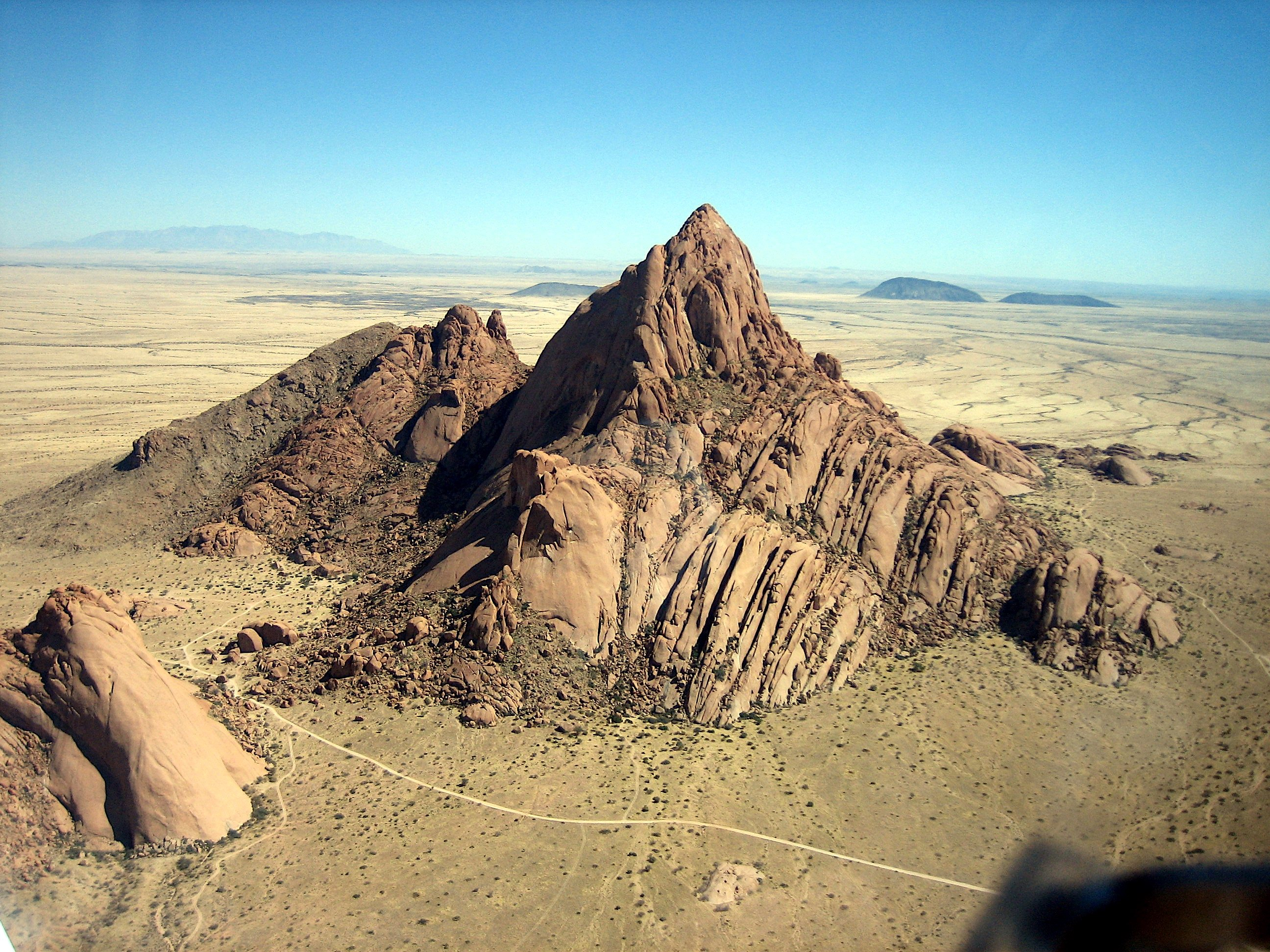
Spitzkoppe aus der Luft
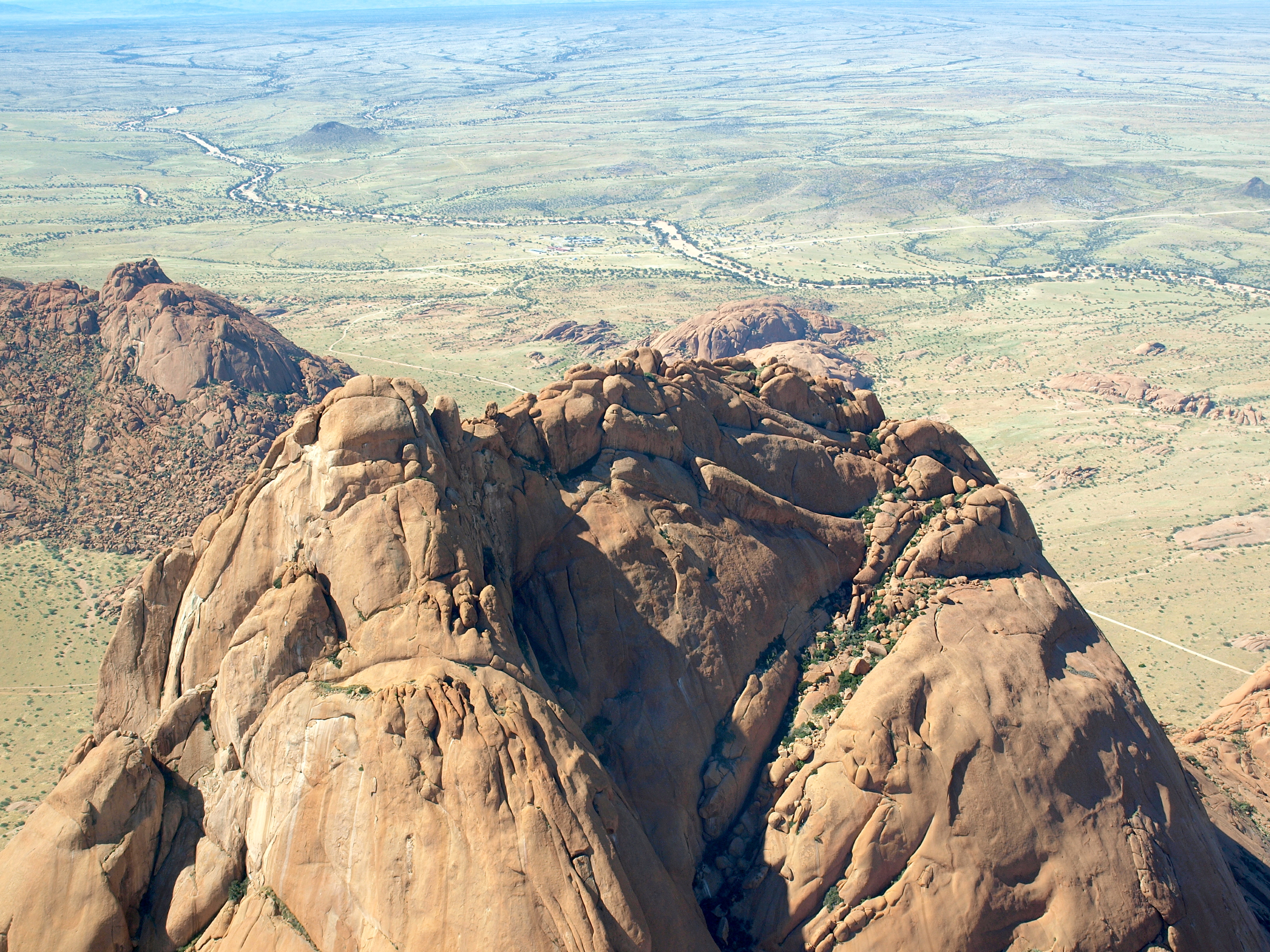
Spitzkoppe Flugaufnahme (2009)
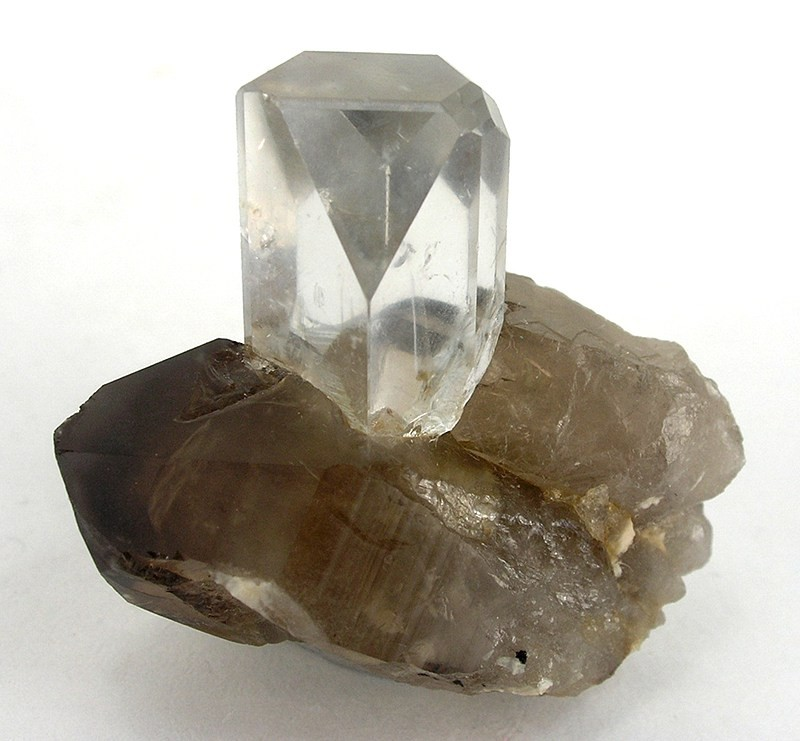
Wasserklarer Topas von der Großen Spitzkoppe

Die Vegetation, vor allem Butterbaum, Balsambaum, Boscia albitrunca, Wüstenkohlrabi und Euphorbia, ist hier reichhaltiger als in der Umgebung, da die Wolken hier öfters abregnen.

## Touristisches
Wie am Brandberg und in Twyfelfontein gibt es auch hier jahrtausendealte Felsmalereien. Die bekannteste Fundstelle ist das Buschmann-Paradies. Durch Vandalismus sind diese Malereien aber weitgehend zerstört. Daneben gibt es noch die Nashornwand, durch deren Zeichnungen ersichtlich scheint, dass diese Tiere hier früher gelebt haben. Die meisten Felsmalereien sind nur mit Führung von Bewohnern der kommunalen Dorfgemeinschaft zugänglich. 
Die bizarren Felsformationen sind ein Ziel für Kletterer. Das Erklimmen des Gipfels ist schwierig (nach UIAA-Skala V+ auf der einfachsten Route), die Erstbesteigung fand 1946 statt. Seitdem wurde der Gipfel von rund 600 Seilschaften (Stand März 2009) erreicht. Es gibt rund 200 (Stand 2001) zum Teil Kletterrouten in dem Gebiet. Rund um die Spitzkoppe bieten sich eine Vielzahl von Bouldermöglichkeiten.
Neben der Spitzkoppe ist ein steinerner Felsbogen eine der Hauptattraktionen des Gebietes.
Zu den häufigsten Schmuckstein-Mineralen im Gebiet der Spitzkoppe zählen Topas, Rosenquarz und verschiedene Turmaline.

## Andere Spitzkoppen in Namibia
Weitere Berge in Namibia, die den Namen Spitzkoppe tragen sind:
- Spitzkoppe 21° 54′ S, 17° 33′ O
- Spitzkoppe Nord 27° 18′ S, 15° 41′ O
- Spitzkoppe (Keetmanshoop) 26° 25′ S, 18° 29′ OSiehe auch: Mesosaurusfunde auf Farm Spitzkoppe